# Джейми Лэнгфорд
Джейми Лэнгфорд (англ. Jayme Langford; род. 13 декабря 1987, Провиденс) — американская порноактриса.

## Биография и карьера
Детство провела в штате Мэн. В 2005 году окончила среднюю школу Нокомис в Ньюпорте. Затем училась в университете Новой Англии в Биддефорде.
С 2006 по 2015 год снялась в 117 порнофильмах, среди которых «Ксеро». В 2016 году снялась в боевике «Мисирлу».
Снималась для журналов «Hustler», «Penthouse», «Barely Legal» и других.
В 2008 году вместе с порноактрисой Яной Джордан основала рок-группу «Pajamaband».
Некоторое время встречалась с Чарли Шином.

## Награды и номинации
| Год  | Награда   | Категория                         | Работа                                               | Результат |
| ---- | --------- | --------------------------------- | ---------------------------------------------------- | --------- |
| 2009 | AVN Award | Лучшая лесбийская парная сцена    | Hot Showers 16 (вместе с Николь Эштон)               | Номинация |
| 2009 | AVN Award | Лучшая новая старлетка            |                                                      | Номинация |
| 2010 | AVN Award | Лучшая лесбийская сцена триолизма | Fuck the World (вместе с Джейд Старр и Натали Минкс) | Номинация |
| 2010 | AVN Award | Лучшая групповая сцена            | Fuck the World (вместе с Джейд Старр и Натали Минкс) | Номинация |
| 2011 | AVN Award | Лучшая сцена стриптиза            | Ксеро                                                | Номинация |